# الکسیوس و کاساندرا
الکسیوس (یونانی: Αλέξιος) و کاساندرا (یونانی: Κασσάνδρα) دو شخصیت خیالی مرتبط با هم در مجموعه بازی‌های ویدیویی اساسینز کرید شرکت یوبی‌سافت هستند که برای اولین بار به عنوان شخصیت‌های بازیکن در بازی ویدیویی اساسینز کرید ادیسه محصول سال ۲۰۱۸ ظاهر شدند. نقش الکسیوس و کاساندرا به ترتیب توسط مایکل آنتوناکوس و ملیسانتی ماهوت با تکنیک ضبط اجرا به تصویر کشیده شده است. لئونیداس کاسترونیس و ماریا سیرگیانیس به ترتیب در فلاش‌بک‌ها، صدای دو شخصیت را در کودکی‌شان ادا می‌کنند.
در فضای تاریخی جایگزین سریال، هر دو شخصیت خواهر و برادر ناتنی هستند که در دوران کودکی به دلیل پیشگویی پیتیا، پیشگوی دلفی، از والدین اسپارتی خود و از یکدیگر جدا شده‌اند. این خواهر و برادر از طریق مادرشان میرین، از نوادگان نسخه‌ی خیالی لئونیداس اول هستند که خود از ایسو، تمدنی که به تمدن اول معروف است، سرچشمه می‌گیرد و نیزه‌ای با قدرت‌های خارق‌العاده در اختیار دارد. در بازی ادیسه، بازیکن می‌تواند خاطرات الکسیوس یا کاساندرا را به عنوان بخشی از یک شبیه‌سازی که توسط شخصیت دیگری در بازی، لیلا حسن، بازی می‌شود، تجربه کند. شخصیت انتخاب شده در روایت بازی، خواهر یا برادر بزرگتر می‌شود که از کودکی در جزیره کفالونیا پس از یک حادثه آسیب‌زا در کوه تایگتوس رها می‌شود و در بزرگسالی به یک مزدور افسانه‌ای معروف به "حامل عقاب" تبدیل می‌شود. خواهر یا برادر کوچکتر به نوبه خود به «دیموس» تبدیل می‌شود، یک مجری محترم یک جامعه مخفی معروف به فرقه کاسموس و یکی از آنتاگونیست‌های اصلی بازی.
داستان «ادیسه» سفر عقاب حامل را در یونان باستان در طول جنگ پلوپونز دنبال می‌کند، جایی که آنها تلاش می‌کنند خانواده از هم پاشیده خود را دوباره متحد کنند و فرقه کاسموس را که به عنوان طراحان جنگ به تصویر کشیده شده‌اند، تعقیب کنند. در داستان این مجموعه، کاساندرا به عنوان عقاب حامل اصلی معرفی شده است، که در رمان «ادیسه» به همین عنوان ظاهر می‌شود و بعداً در ادیسه و اساسینز کرید والهالا، که در آن کاساندرا به عنوان شخصیت مهمان به عنوان بخشی از یک خط داستانی اضافی که پس از انتشار بازی اضافه شد، ظاهر می‌شود، دوباره تأیید شد.
هر دو شخصیت پس از اولین حضورشان، با استقبال مثبتی از سوی روزنامه‌نگاران بازی‌های ویدیویی و طرفداران سریال مواجه شده‌اند. کاساندرا به طور خاص به عنوان نمونه‌ای مثبت از برابری جنسیتی و بازنمایی آن در بازی‌های ویدیویی مورد توجه قرار گرفته است، و همچنین در پاسخ به عملکرد و تفسیر ماهوت از این شخصیت، مورد تحسین منتقدان قرار گرفته است.

## نمای کلی شخصیت
در ادیسه، لیلا حسن، کارمند سابق آبسترگو، نیزه شکسته پادشاه لئونیداس از اسپارتا را کشف می‌کند که در واقع یک مصنوع قدرتمند ایسو است. پس از زنده کردن آخرین لحظه پیروزی لئونیداس در نبرد ترموپیل برای بخش آموزشی بازی، او با این انتخاب روبرو می‌شود که خاطرات ژنتیکی نوه‌های لئونیداس، الکسیوس یا کاساندرا، را از طریق دستگاه انیموس قابل حمل خود در جستجوی عصای هرمس تریسمگیستوس، یکی دیگر از مصنوعات ایسو، کاوش کند. هر کسی که توسط بازیکن به عنوان لیلا در ادیسه انتخاب شود، مشخص می‌شود که همان مزدور افسانه‌ای معروف به عقاب حامل است که در طول جنگ پلوپونز فعال بوده و دلاوری‌های او در روایت‌های ظاهراً گمشده‌ی نسخه‌ای از هرودوت در دنیای اساسینز کرید به تفصیل شرح داده شده است. به عنوان یک مزدور که معمولاً با اصطلاح میستیوس به آن اشاره می‌شود که در زبان یونان باستان به معنای «استخدام شده برای استخدام» یا «خدمتکار اجیر شده» است، عقاب حامل، انحرافی از سنت این مجموعه است زیرا آنها هیچ ارتباط مستقیمی با انجمن قاتلان یا هیچ سازمان مرتبطی ندارند.
در نقش الکسیوس یا کاساندرا، بازیکن می‌تواند با درگیر شدن در درخت‌های گفتگو با شخصیت‌های غیربازیکن، نحوه‌ی واکنش به آنها را انتخاب کند تا اطلاعات کسب کند و داستان را پیش ببرد، و برخی از این انتخاب‌ها به طور بالقوه سرنوشت شخصیت‌هایی را که با آنها تعامل دارند تغییر می‌دهد یا بر آنها تأثیر می‌گذارد. در طول بازی، عقاب حامل به اسب وفاداری به نام فوبوس دسترسی دارد که ظاهرش قابل تنظیم است و تقریباً در هر زمان و هر مکانی می‌توان او را احضار کرد. عقاب حامل، سفری طولانی را در سراسر جهان یونان با کشتی خود، آدستیا، آغاز می‌کند، جایی که با تفاسیر مختلفی از شخصیت‌های تاریخی واقعی در دنیای اساسینز کرید مانند پریکلس، کلئون، آسپاسیا، سقراط، آلکیبیادس، آریستوفان، بقراط، براسیدس و دو پادشاه اسپارتا روبرو می‌شوند .
در رمان بازی که توسط گوردون دوهرتی نوشته شده، کاساندرا به عنوان حامل عقاب ظاهر می‌شود که با فرقه کاسموس مخالفت می‌کند و در نهایت عصای هرمس تریسمگیستوس را از فیثاغورث به ارث می‌برد. الکسیوس طوری طراحی شده که به سلاحی برای استفاده توسط فرقه تبدیل شود، که از این پس با نام دیموس شناخته می‌شود. وفاداری او به فرقه، او را در تضاد با خواهرش قرار می‌دهد، خواهری که تلاش می‌کند در بحبوحه جنگ پلوپونز، نفوذ فرقه را در سراسر جهان یونان از بین ببرد و خانواده‌اش را دوباره متحد کند، و بعداً در نبرد با کاساندرا در کوه تایگتوس جان خود را از دست می‌دهد.

## ایجاد و توسعه
در مصاحبه‌ای با تام هاگینز از تلگراف، مارک-الکسیس کوته، تهیه‌کننده ارشد ادیسه، گفت که بخش کفالونیا در اوایل بازی «درباره کشف این شخصیت‌ها و فهمیدن اینکه چرا باید در این سفر به آنها بپیوندید» است. کوته توضیح داد که مفهوم انتخاب توسط تیم توسعه به عنوان یکی از «ستون‌های اصلی» آنها برای بازی تعیین می‌شود و این به بازیکن حق انتخاب شخصیت خود را نیز می‌دهد. کوته خاطرنشان کرد که بازخورد بازیکنان از گزینه بازی در نقش اوی فرای در اساسینز کرید: سندیکا به تیم سازنده کمک کرد تا بینشی در مورد چگونگی پیشبرد این امر برای ادیسه به دست آورند و ادعا کرد که در نتیجه، تیم توانست بازی بهتری بسازد، زیرا همه از «تقسیم جنسیتی خوب در بازی» راضی هستند. پیاده‌سازی سیستم گفتگوی شاخه‌ای، که به گفته کوت قرار است نحوه برخورد بازیکنان با تجربه گیم‌پلی خود را از طریق انتخاب دیالوگ متحول کند، تغییر اصلی در نحوه رویکرد تیم توسعه‌دهنده به ساخت بازی بود. او توضیح داد که این پروژه در مقایسه با پروژه‌های قبلی این مجموعه، به آماده‌سازی بسیار بیشتری نیاز داشت، چرا که تیم نویسندگی ادیسه در طول توسعه از یک تیم دو نفره به یک تیم پانزده نفره گسترش یافت. کوته گفت که رمان‌نویسی بازی، ادامه‌ای بر پروژه بوده و از آنجایی که روایت آن قرار است خطی باشد، باید یک خط داستانی اصلی برای رمان نوشته می‌شد. 
در ژوئیه ۲۰۲۰، گزارشی از جیسون شرایر از بلومبرگ در مورد سوءمدیریت ادعاهای سوءرفتار جنسی توسط یوبی‌سافت منتشر شد که ادعا می‌کرد کاساندرا در ابتدا قرار بود تنها شخصیت قابل بازی ادیسه باشد و گنجاندن الکسیوس به عنوان یک شخصیت جایگزین به طور ضمنی نتیجه سازش با مدیریت یوبی‌سافت تلقی شد، وضعیتی که «نشانگر تبعیض جنسی ریشه‌دار در شرکت» توصیف شده است. 

## تصویرسازی
بازیگران مایکل آنتوناکوس و ملیسانتی ماهوت، که به ترتیب نقش الکسیوس و کاساندرا را بازی می‌کنند، اصالتاً یونانی هستند. در رابطه با فرآیند انتخاب شخصیت‌ها در بازی ادیسه، لیدیا اندرو، کارگردان صدا، اشاره کرد که یوبی‌سافت سعی کرده بازیگرانی را انتخاب کند که اهل یونان باشند یا اصل و نسب یونانی داشته باشند. او اشاره کرد که این فرصت خوبی برای «بررسی عمیق فرهنگ یونان و مشخصاً یونان باستان» بوده است، و اینکه کار کردن با بازیگران خوب یونانی به اندازه انتخاب یک بازیگر عالی که در به تصویر کشیدن لهجه بسیار خوب است، مهم است. ماهوت به یاد آورد که آنتوناکوس پیش از نهایی شدن تست بازیگری خودش برای نقش کاساندرا، که در آن فرصت بازی در نقش آنتوناکوس را داشت، برای نقش الکسیوس انتخاب شده بود. 
در ابتدای این فرآیند، کارگردانان خلاق و نویسندگان ادیسه به هر دو بازیگر ایده‌ای «اسکلتی» از شخصیت‌هایشان و همچنین بینشی در مورد تاریخچه، مسیر احتمالی و ویژگی‌های کلی آنها دادند. آنتوناکوس و ماهوت کار تیمی را سرلوحه کار خود قرار دادند و اغلب با یکدیگر در مورد اینکه شخصیت‌هایشان را در چه مسیری می‌بینند، ویژگی‌های اصلی آنها را چه می‌دانند و در موقعیت‌های کلیدی چگونه واکنش نشان می‌دهند، بحث می‌کردند. در طول جلسات ضبط حرکت، آنها دائماً در مورد اینکه چگونه می‌خواهند به صحنه‌های خاص نزدیک شوند، به یکدیگر یادداشت می‌دادند. جلسات گویندگی شامل فرآیند طولانی‌تری بود زیرا اغلب در یک منطقه یا اتاق نبودند، بنابراین آنها از انتخاب‌های شخصی خود و همچنین راهنمایی‌های مدیران مربوطه پیروی می‌کردند. 
آنتوناکوس در ابتدا نمی‌دانست الکسیوس چه شکلی خواهد بود و با الهام از شخصیت اصلی سری قبلی، اتزیو آدیتوره دا فلورانس، و همچنین نسخه‌های انیمیشنی ولورین و بتمن از دهه‌های ۱۹۸۰ و ۱۹۹۰، برداشت خودش از این شخصیت را توسعه داد. آنتوناکوس، الکسیوس را به عنوان « بروس وینِ پرجنب‌وجوش با لهجه‌ی یونانی» توصیف کرد که وقتی عصبانی می‌شود، شبیه « ولورینِ انفجاری» می‌شود. آنتوناکوس همچنین از آهنگ « کاش اینجا بودی» پینک فلوید الهام گرفته بود، که پس از ارائه پیشینه شخصیت به عنوان «موسیقی متن درد او»، از آن برای عمیق‌تر کردن شخصیت استفاده کرد. آنتوناکوس در مورد نمایش مردانگی این شخصیت گفت که الکسیوس اساساً یک نیمه‌خدا با قدرت ماوراءالطبیعه است که در فرهنگ جنگجویان یونان باستان نیز غرق شده است و توضیح داد که تکبر او «فقط یک نمایش است، نقابی برای ناامنی او از تنها بودن»، و خاطرنشان کرد که او در حقیقت «یک بچه بزرگ است که با خشونت رفتار می‌کند» با «مشکلات گناه بزرگ» و «چیزی برای اثبات». 
ماهوت در به تصویر کشیدن هویت دیموس برای شخصیت‌های مربوطه، می‌خواست کاساندرا به عنوان شخصیتی قابل درک باقی بماند، حتی زمانی که مرتکب اعمالی ظالمانه یا غیرانسانی می‌شود. او عناصر کلیدی که خواهر یا برادر بزرگتر را به آنچه که هستند تبدیل کرده بود، برداشت و «فیلتری روی آنها گذاشت». او سعی کرد تصور کند که چگونه یک خواهر یا برادر کوچکتر از دوران کودکی آسیب‌زای طرد شدن و رها شدن، اما در عین حال دارای قدرتی خداگونه، تکامل می‌یابد. آنتوناکوس تصمیم گرفت نقش دیموس را کاملاً به عنوان یک شخصیت متفاوت بازی کند و توضیح داد که او خواهر کوچکتر است که هرگز دوران کودکی عادی را در جامعه اسپارتان تجربه نکرده و بنابراین از همان قطب‌نمای اخلاقی که الکسیوس بزرگتر داشته، برخوردار نیست، زیرا هرگز از سوی کسانی که او را بزرگ کرده‌اند، دلسوزی و همدردی ندیده است. آنتوناکوس در مقایسه با صدایی که به الکسیوس به عنوان حامل عقاب داده بود، صدایی بم‌تر و بم‌تر از قبل داشت و جایی برای لبخند زدن به او نمی‌داد، مگر اینکه لبخندش حس عذاب‌آوری را القا می‌کرد. به عنوان بخشی از اجرای ضبط حرکت، که حدود ۱۰ تا ۱۵ درصد بازی را تشکیل می‌داد، بازیگران مجبور بودند لباس‌های چسبی/لاکرا و کلاه ایمنی با دوربین‌های متصل به آن بپوشند. هم آنتوناکوس و هم ماهوت تمام تلاش خود را کردند تا اجراها، ژست‌ها و حرکات یکدیگر را با هم هماهنگ کنند، زیرا تیم تولید از تدوین‌های یکسانی برای تدوین صحنه‌ها استفاده می‌کرد.

## حضورها
ادیسه اساسین کرید
کاساندرا شخصیت اصلی بازی اساسینز کرید ادیسه است که در آن زندگی و ماجراجویی‌های او در یونان باستان توسط لیلا حسن بررسی می‌شود. حسن با استفاده از دستگاه انیموس خود، خاطرات ژنتیکی کاساندرا را از طریق نمونه دی‌ان‌ای بازیابی شده از نیزه شکسته لئونیداس، زنده می‌کند. طبق داستان‌های این مجموعه، کاساندرا در سال ۴۵۸ پیش از میلاد در اسپارتا متولد شد و در ابتدا توسط مادرش میرین و ناپدری‌اش نیکولائوس بزرگ شد. وقتی کاساندرا هفت ساله است، برادر نوزادش الکسیوس به احترام پیشگویی یک پیشگو که گفته بود او می‌تواند اسپارت را به نابودی بکشاند، به اعدام محکوم می‌شود. کاساندرا در حالی که سعی داشت مانع از پایین انداختن الکسیوس از کوه تایگتوس توسط یکی از بزرگان اسپارت شود، به طور تصادفی آن بزرگ را هل داد و به کام مرگ کشاند. رهبری اسپارت کاساندرا را خائن خواند و نیکولائوس را مجبور کردند که او را نیز به پایین پرتاب کند. کاساندرا که از سقوط جان سالم به در برده بود، از اسپارت فرار کرد و به جزیره کفاللونیا رفت، جایی که توسط مردی کلاهبردار به نام مارکوس به اسارت گرفته شد. کاساندرا تحت مراقبت مارکوس بزرگ شد و به یک مزدور ماهر تبدیل شد که با نام «حامل عقاب» شناخته می‌شد.
در سال ۴۳۱ پیش از میلاد، در آغاز جنگ پلوپونز، کاساندرا از وجود یک انجمن مخفی به نام فرقه کاسموس پرده برداشت، زمانی که توسط یکی از اعضای آن برای ترور یک ژنرال اسپارتی معروف به «گرگ اسپارت» استخدام شد. کاساندرا پس از دوست شدن با یک کاپیتان نیروی دریایی به نام بارناباس و به دست گرفتن فرماندهی کشتی او، آدرستیا، برای انجام قراردادش به مگاریس سفر می‌کند، اما متوجه می‌شود که «گرگ» همان نیکولائوس است و فرقه خانواده او را هدف قرار داده است. کاساندرا پس از نفوذ به یک جلسه فرقه با لباس مبدل، متوجه می‌شود که فرقه جنگ را برای تصرف یونان ترتیب داده و پس از سقوط الکسیوس از کوه تایگتوس، او را ربوده و شستشوی مغزی داده تا به آرمان آنها خدمت کند و قهرمان آنها با نام «دیموس» باشد.
کاساندرا با سوگند انتقام از فرقه به خاطر از هم پاشیدن خانواده‌اش، سفری طولانی را در سراسر یونان آغاز می‌کند تا اعضای آن را از بین ببرد و خانواده‌اش را دوباره متحد کند، که در طی آن با چهره‌های تاریخی مختلفی مانند هرودوت، سقراط، براسایداس و آسپاسیا متحد می‌شود. او سرانجام می‌تواند میرین را که پس از ترک اسپارتا به الیگارشی شهر ناکسوس تبدیل شده بود، پیدا کند و با نیکولائوس و فرزندخوانده‌اش استنتور آشتی کند. سپس میرین دخترش را متقاعد می‌کند که به بازگرداندن شهروندی اسپارتان و املاک اجدادی‌شان کمک کند و او را تشویق می‌کند تا الکسیوس را از نفوذ فرقه نجات دهد. پس از آن، کاساندرا به همراه میرین به کوه تایگتوس بازگشت تا با دیموس روبرو شود. بسته به تصمیمات کلیدی که بازیکن در نقاط از پیش تعیین‌شده‌ی روایت بازی می‌گیرد، کاساندرا یا دیموس را آزاد می‌کند یا می‌کشد، با این اقدامات که تأثیر مستقیمی بر سرنوشت اعضای خانواده‌ی گسترده دارد و تعیین می‌کند که آیا تجدید دیدار خانوادگی موفقیت‌آمیزی برای پایان داستان اصلی وجود خواهد داشت یا خیر.
کاساندرا پس از شکست موفقیت‌آمیز فرقه، به محل ملاقات آنها در زیر معبد دلفی می‌رود، جایی که او مصنوع هرمی شکل آنها را نابود می‌کند و با آسپاسیا ملاقات می‌کند، که خود را رهبر اصلی فرقه معرفی می‌کند و می‌گوید که او مخفیانه به کاساندرا کمک کرده تا پس از فاسد شدن فرقه تحت نفوذ دیموس، آن را از بین ببرد. کاساندرا در طول سفرش، به درخواست پدر بیولوژیکی‌اش، فیثاغورث، که نگهبان عصای هرمس تریسمگیستوس و نگهبان اسرار آتلانتیس بود، مصنوعات مختلفی از ایسو را نیز جمع‌آوری می‌کند. فیثاغورث پس از استفاده از مصنوعات جمع‌آوری‌شده برای مهر و موم کردن آتلانتیس، عصا را به کاساندرا واگذار می‌کند، که نگهبان جدید آن می‌شود و جاودانگی بیولوژیکی به او اعطا می‌شود.
در سال ۲۰۱۸، کاساندرا که هزاران سال توسط عصای هرمس زنده نگه داشته شده بود، پس از آنکه لیلا از طریق خاطرات کاساندرا مکان او را کشف کرد، در آتلانتیس با او ملاقات می‌کند. کاساندرا پس از هشدار به لیلا در مورد خطرات فناوری ایسو، عصا را به او می‌بخشد، همانطور که توسط آلتئیای ایسوکه آگاهی‌اش در عصا ذخیره شده است - به او دستور داده شده بود، و سپس می‌میرد.
میراث اولین تیغه
اولین بسته‌ی الحاقی داستانی بازی، میراث اولین تیغه، که در جریان وقایع کمپین اصلی روایت می‌شود، کاساندرا را دنبال می‌کند که به داریوش، یک یاغی و مبارز آزادی‌خواه ایرانی، می‌پیوندد تا با نفوذ رو به رشد «فرقه باستانیان»، پیشگامان «فرقه تمپلار»، که آنتاگونیست‌های همیشگی این مجموعه هستند، مبارزه کند. فرقه در سراسر یونان مرتکب جنایاتی می‌شود تا داریوش و «آلوده شدگان» - افرادی که از ایسو سرچشمه می‌گیرند، مانند کاساندرا و خانواده‌اش - را به میدان بیاورد. فرقه به دنبال از بین بردن این افراد است، چرا که معتقد است آنها پتانسیل نابودی بشریت را دارند. در طول گسترش بازی، کاساندرا با ناتاکاس، پسر داریوش، تشکیل خانواده می‌دهد و حاصل آن پسری به نام الپیدیوس است که بعداً پس از قتل ناتاکاس توسط فرقه، توسط آنها گرفته می‌شود. کاساندرا و داریوش از فرقه انتقام می‌گیرند و رهبر آن، دوست سابق داریوش، آمورگس را می‌کشند. آمورگس محل الپیدیوس را به آنها می‌دهد اما به آنها هشدار می‌دهد که فرقه را نمی‌توان شکست داد و الپیدیوس تا زمانی که با کاساندرا باشد، هرگز در امان نخواهد بود. کاساندرا پس از یافتن الپیدیوس، که نگران امنیت او بود، تصمیم گرفت او را به داریوش بسپارد و به او اعتماد کرد تا از نوه‌اش مراقبت کند. داریوش، الپیدیوس را به مصر می‌برد، جایی که مشخص می‌شود او از اجداد آیا، یکی از شخصیت‌های اصلی بازی اساسینز کرید ریشه‌ها و یکی از بنیانگذاران سازمان «پنهان‌شدگان»، سازمانی که بعدها به انجمن برادری اساسین‌ها تبدیل شد، خواهد بود.
سرنوشت آتلانتیس
دومین بسته‌ی الحاقی داستانی، سرنوشت آتلانتیس، پس از وقایع بازی اصلی روایت می‌شود و تلاش کاساندرا را برای یادگیری چگونگی آزادسازی قدرت کامل عصای هرمس پس از انتقال آن به او، دنبال می‌کند. کاساندرا به عنوان بخشی از آموزش خود زیر نظر آلتیا، به یک شبیه‌سازی مبتنی بر قلمرو ایسو در الیسیوم منتقل می‌شود، جایی که او درگیر شورش انسانی آدونیس علیه حکومت پرسفونه می‌شود. پس از شکست پرسفونه، کاساندرا را به همراه سگش راس، که به سربروس تبدیل شده است، به دنیای زیرین تبعید می‌کند. کاساندرا سربروس را می‌کشد، اما این کار شکاف‌های زیادی بین تارتاروس و دنیای زیرین ایجاد می‌کند و ارواح محبوس در تارتاروس را به دنیای زیرین بازمی‌گرداند. برای مهار هرج و مرج، هادس کاساندرا را مأمور می‌کند تا برای هر یک از دروازه‌های دنیای زیرین، نگهبانان جدیدی پیدا کند، اما کاساندرا بعداً به او خیانت می‌کند. کاساندرا پیش از ظهور پوزئیدون، هادس را شکست می‌دهد و او را تا آتلانتیس همراهی می‌کند، جایی که پوزئیدون او را به عنوان دی‌کاستس، معاون خود، منصوب می‌کند که مسئول اجرای قوانین پوزئیدون و حفظ نظم و همچنین قضاوت در مورد آتلانتیس است.
کاساندرا هنگام کاوش در آتلانتیس، متوجه می‌شود که ایسوها مرتباً از قوانین پوزئیدون سرپیچی می‌کنند و مرتکب جنایاتی علیه بشریت می‌شوند؛ فاحش‌ترین آنها «پروژه المپوس»، یک برنامه مهندسی ژنتیک به رهبری جونو و همسرش آیتا است که سوژه‌های انسانی ربوده شده را با مصنوعات ایسو ترکیب می‌کند تا جانوران هیبریدی ایجاد کند. کاساندرا و پوزئیدون که آتلانتیس را غیرقابل نجات می‌دانستند، با استفاده از عصای کاملاً فعال هرمس، شهر را غرق کردند و باعث شدند که کاساندرا دوباره در دنیای فانی بیدار شود. در آنجا، آلتیا به او اطلاع می‌دهد که تمام اتفاقاتی که تجربه کرده، خاطرات آلتیا در دوران دیکاستس بوده است و او ثابت کرده که لیاقت به کار بردن عصا را دارد.
کسانی که گرامی داشته می‌شوند
«کسانی که گنج دارند» یک بسته‌ی الحاقی داستانی رایگان است که به عنوان یک بخش پایانی برای روایت اصلی بازی ادیسه عمل می‌کند و آخرین ماجراجویی کاساندرا در یونان را به تصویر می‌کشد. پس از گذراندن شش ماه تعطیلات در جزیره کورفو، کاساندرای بی‌میل توسط بارناباس و هرودوت برای جستجوی گنجی که ترتیب داده بودند، استخدام می‌شود، که پس از برخورد تصادفی کاساندرا با گروهی از دزدان دریایی که آنها نیز به دنبال این یادگار هستند، به جستجوی یک شیء باستانی ایسو «سیب عدن» تبدیل می‌شود. کاساندرا در نهایت موفق می‌شود سیب را پس بگیرد، اما این سیب نیزه لئونیداس را از کار می‌اندازد و بارناباس را فاسد می‌کند و کاساندرا را مجبور می‌کند تا بر سر این شیء با دوستش بجنگد. پس از نجات بارناباس و نابودی سیب، آلتیا به کاساندرا اطلاع می‌دهد که بخشی از وظیفه او به عنوان نگهبان عصای هرمس، یافتن و نابودی مصنوعات خطرناک مشابه ایسو در سراسر جهان است. کاساندرا با هرودوت خداحافظی می‌کند، نیزه بی‌قدرت خود را به عنوان یادگاری به او هدیه می‌دهد و به همراه بارناباس یونان را ترک می‌کند تا سفر جدید خود را آغاز کند.
اساسین کرید والهالا
کاساندرا به عنوان بخشی از بسته الحاقی رایگان «داستان‌های متقاطع اساسینز کرید» در بازی اساسینز کرید والهالا بازمی‌گردد. او در خط داستانی با عنوان «رویارویی سرنوشت‌ساز» حضور دارد، جایی که در اواخر قرن نهم، در حین جستجوی یک شیء باستانی ایسو که باعث کابوس‌هایی در میان مردم محلی جزیره اسکای شده است، با ایور وارینزدوتیر، شخصیت اصلی والهالا، روبرو می‌شود. «دی‌اِل‌سی» بیان می‌کند که از زمان مرگ تمام همراهانش، کاساندرا بسیار منزوی و ضداجتماعی شده است و به دلیل آگاهی از اینکه در نهایت بیشتر از آنها زنده خواهد ماند، از ماندن در یک مکان برای مدت طولانی یا برقراری ارتباط با افراد خودداری می‌کند. به همین دلیل، او پس از اینکه آلتیا به او دستور می‌دهد، تمایلی به همکاری با ایور برای یافتن و نابود کردن مصنوع ایسو ندارد. با این حال، پس از انجام ماموریتش و بعداً شرکت در یک عروسی در کنار ایور، کاساندرا یاد می‌گیرد که بیشتر با مردم صمیمی شود و می‌تواند با شرایط خوبی از ایور جدا شود.
دیگر حضورها
الکسیوس و کاساندرا هر دو به عنوان شخصیت‌های قابل بازی در اساسینز کرید، یک بازی اکشن نقش‌آفرینی استراتژیک رایگان برای موبایل، ظاهر می‌شوند. لباس پیش‌فرض کاساندرا از بازی ادیسه (که در بازی به عنوان لباس الکسیوس شناخته می‌شود) یک گزینه تزئینی قابل باز شدن در نسخه بازسازی شده اساسینز کرید ۳ است که در سال ۲۰۱۹ منتشر شد. کاساندرا همچنین به عنوان یکی از سه شخصیت قابل بازی در بازی واقعیت مجازی اساسینز کرید نکسوس وی‌آر که در سال ۲۰۲۳ منتشر خواهد شد، حضور دارد. داستان او در سال ۴۰۴ پیش از میلاد، تقریباً دو دهه پس از پایان ادیسه، روایت می‌شود و کاساندرا را در حالی دنبال می‌کند که به یونان بازمی‌گردد تا با الیگارشی اسپارتی مستقر در آتن، معروف به سی ستمگر، مقابله کند.
تبلیغات و کالا
اگرچه کاساندرا به عنوان عقاب حامل اصلی برای رمان انتخاب شده است و به طور برجسته در دموی گیم‌پلی نمایش داده شده در «E3 2018» حضور داشت، اما بخش عمده‌ای از کمپین بازاریابی و کالاهای موجود برای ادیسه منحصراً الکسیوس را به تصویر می‌کشیدند، از جمله سه مجسمه پیش‌خرید بازی، طرح روی جلد، تریلر رسمی، تصویر هدر در یوبی‌سافت کانکت و غیره. 
به عنوان بخشی از همکاری تبلیغاتی بین یوبی‌سافت و آمازون، صدای آنتوناکوس در نقش الکسیوس به عنوان بخشی از "مهارت اسپارتان در بازی اساسینز کرید ادیسه پخش می‌شود، یک محتوای رایگان مبتنی بر الکسا که برای همه دستگاه‌های آمازون اکو قابل دانلود است. یک دستگاه آمازون اکو با طرح اساسینز کرید با نسخه محدود، که شبیه کلاهخود اسپارتان طراحی شده بود، نیز عرضه شد. 
پذیرش
پیش از انتشار بازی ادیسه در ۵ اکتبر ۲۰۱۸، کوت مشاهده کرد که به نظر می‌رسد علاقه زیادی به بازی کردن به عنوان یک شخصیت اصلی زن وجود دارد، به طوری که حدود سه چهارم بازیکنان در یک جلسه پیش‌نمایش گیم‌پلی در سپتامبر ۲۰۱۸، کاساندرا را به عنوان شخصیت اصلی انتخاب کردند که فراتر از انتظارات او بود. اسکات فیلیپس، کارگردان بازی در یوبی‌سافت کبک، فاش کرد که دو سوم بازیکنان ادیسه تا دسامبر ۲۰۱۸، الکسیوس را انتخاب کردند، اگرچه او خاطرنشان کرد که از نظر آماری، انتخاب‌ها در طول مرحله تست بازی به طور مساوی‌تری تقسیم شده بودند. الکسیوس و کاساندرا هر دو به طور مشترک نامزد دریافت جایزه شخصیت محبوب طرفداران سال در مراسم جوایز انتخاب گیمرهای ۲۰۱۸ شدند، در حالی که بازیگران هر یک از آنها در جوایز صداپیشه محبوب طرفداران نامزد دریافت جایزه شدند. در سی‌امین دوره جوایز رسانه‌ای GLAAD در سال ۲۰۱۹، بازی ادیسه یکی از پنج نامزد بخش « بازی ویدیویی برجسته » بود. گلد تصویر مثبت کاساندرا و الکسیوس به عنوان شخصیت‌های دارای تمایلات جنسی متغیر را یکی از دلایل نامزدی خود دانست، اگرچه جنجال ایجاد شده توسط بسته الحاقی میراث اولین تیغه نیز مورد توجه قرار گرفت. خاویر نلسون جونیور از بازی راک، پیپر، شات‌گان معتقد بود که هر دو به خودی خود «شخصیت‌های اصلی متمایز، جذاب و معتبری» هستند و تفاوت‌های ظریف بین هر دو انتخاب، وقایع بازی را بیشتر از تفاوت‌های بین فرمانده شپرد مرد و زن در سه‌گانه‌ی اصلی تأثیر فراگیر، تحت تأثیر قرار می‌دهد. از سوی دیگر، هم علی جونز از «پی‌سی گیمز-اِن» و هم فریزر براون از راک، پیپر، شات‌گان کمپین بازاریابی متمرکز بر الکسیوس برای ادیسه و عدم تبلیغ برای همتای زن او را زیر سوال بردند.  جو پارلاک در پاسخ به گزارش بلومبرگ توسط شرایر اظهار داشت که تصمیم اجباری مدیران برای داشتن یک شخصیت اصلی قابل تعویض، توسعه کاساندرا یا الکسیوس را به عنوان شخصیت‌های خودشان برای نویسندگان دشوارتر کرده است. 
کاساندرا به خاطر شخصیت‌پردازی‌اش به عنوان یک قهرمان زن غیرمعمول در بازی‌های ویدیویی، تحسین منتقدان تقریباً جهانی را دریافت کرده است.  یوبی‌سافت با کاساندرا، نامزدی‌هایی برای دستاورد برجسته در شخصیت‌پردازی در بیست و دومین دوره جوایز سالانه DICE، و بهترین شخصیت در جوایز بازی‌های ویدیویی ایتالیا را کسب کرد. ماهوت برای بازی در نقش کاساندرا، نامزد دریافت جایزه از پانزدهمین دوره جوایز بازی‌های آکادمی بریتانیا و جوایز بازی ۲۰۱۸ شد. کاساندرا همچنین در چندین فهرست «شخصیت برتر» با جایگاه‌های بالا ظاهر شده است. مجله Paste او را در میان بهترین شخصیت‌های جدید بازی‌های ویدیویی سال ۲۰۱۸ قرار داد و از طبیعت فروتن و همچنین اعتماد به نفس و خودباوری او که برای شخصیت‌های بازی‌های ویدیویی نادر تلقی می‌شود، تمجید کرد. اندی کلی از پی‌سی گیمر او را پس از اتزیو آدیتوره دا فیرنزه، که گفته می‌شود جذابیت شیطنت‌آمیزش در بازی ماهوت نیز وجود دارد، دومین شخصیت برتر سری اساسینز کرید اعلام کرد؛ و پولیگان کاساندرا را در میان بهترین شخصیت‌های بازی‌های ویدیویی دهه ۲۰۱۰ و همچنین یکی از «۶۹مورد از بزرگترین عشق‌های دهه گذشته» قرار داد.
هاگینز گفت کاساندرا برای او انتخاب بدیهی به عنوان شخصیت قابل بازی بود. او او را به عنوان «همراهی درخشان» توصیف کرد که مطلقاً هیچ حرف بی‌معنی از کسی نمی‌گیرد، زیرا «زبانش بسیار تیزتر از شمشیر زنگ‌زده‌ای است که بازی را با آن شروع می‌کند». ساموئل آکسون از آرس تکنیکا گفت که کاساندرا توجه او را جلب کرد و انتخاب او برای اولین تجربه بازی‌اش، تجربه‌ای تازه بود؛ او از ایده یک شخصیت زن با اختیار و آزادی عمل در یونان باستان خوشش می‌آمد که «به‌طور آزادانه در تمام لذت‌های خشونت‌آمیز و شهوانی ارائه شده با عیاشی و مصونیت کونان‌مانند شرکت می‌کند» و لحن و زمینه‌ای کاملاً متفاوت را ارائه می‌دهد که بی‌شباهت به زینا: پرنسس جنگجو نیست. فریزر براون در مطلبی برای پی‌سی گیمر، این دیدگاه را مطرح کرد که کاساندرا به دلیل «جذابیت بی‌خیال و شیطنت‌آمیزش» «بلافاصله دوست‌داشتنی» است و «محبوبیت دیرینه» او را با گرالت اهل ریویا از مجموعه بازی‌های ویچر مقایسه کرد که در نهایت بر سایر شخصیت‌های اصلی مجموعه اساسینز کرید سایه می‌اندازد. هری شپرد، از پی‌سی گیمر، خاطرنشان کرد که «حضور مسلط او خونسردی را القا می‌کند و جذابیت ظریف‌تری دارد» در مقایسه با همتای مرد خود. کالین کمپبل از پولیگان، کاساندرا را به عنوان «یکی از کامل‌ترین شخصیت‌های انسانی» که تا به حال در یک بازی بازی کرده است، ستود و خاطرنشان کرد که او «باهوش‌تر و بامزه‌تر» از همتای مرد خود به نظر می‌رسد و «تماشای انیمیشن‌های صورت او لذت‌بخش است، در حالی که واکنش‌های صوتی او عموماً با حرکاتش مطابقت دارد». کمپبل از بازی ماهوت به خاطر بخشیدن طیف وسیع‌تری از نقش نسبت به بازیگر الکسیوس، تقدیر کرد. نوئل آدامز از کریتیکال هیتز، کاساندرا را به عنوان یک بازمانده‌ی قوی از نظر فیزیکی و سرسخت که ویژگی‌های دوست‌داشتنی بسیاری از شخصیت‌های زن دیگر در داستان‌ها را با هم ترکیب می‌کند و در عین حال شخصیتی انعطاف‌پذیر دارد، ستایش کرد، علاوه بر اینکه از همتای مرد خود بهتر انیمیشن‌سازی شده است. تصویر او به عنوان نمونه‌ای از یک کهن الگوی زن اسپارتی آزاد، و همچنین به عنوان یک شخصیت اصلی بالقوه دوجنسگرا یا کوئیر نیز مورد ستایش قرار گرفته است. 
الکسیوس نیز عموماً با استقبال مثبتی روبرو شده است، اگرچه اغلب او را با همتای زن خود مقایسه نامطلوبی می‌کنند. کلی، بازی الکسیوس را خوب می‌دانست، اما احساس می‌کرد که آنتوناکوس او را «بیش از حد سرراست» بازی کرده است، که به نظر او نتوانسته شخصیت را از «یک دوجین قهرمان خشن دیگر بازی‌های ویدیویی» متمایز کند. شپرد گفت که او بازی در نقش الکسیوس را انتخاب کرد زیرا طراحی شخصیت او و همچنین نحوه‌ی ادای کلمه‌ی کفرآمیز مالاکا توسط آنتوناکوس را ترجیح می‌داد و احساس می‌کرد به دلیل شباهت‌های بصری درک شده با الکسیوس، می‌تواند بهتر با او ارتباط برقرار کند، اگرچه او پذیرفت که شخصیت او در مقایسه با کاساندرا «کمی سطحی» است. کمپبل گفت که الکسیوس شخصیت عمیقی دارد که «به خوبی بایک کینه‌توز و بدخلق است»، اما اظهار داشت که برداشت آنتوناکوس از این شخصیت برای او به عنوان یک «قهرمان مردسالار مدیترانه‌ایِ بی‌روح، تقریباً تا مرز تقلید» با «حال و هوای یک شخصیت کارتونیِ خودبزرگ‌بینِ کمدی» به نظر می‌رسد. آکسون گفت بازی کردن در نقش الکسیوس همان حسی را داشت که قبلاً صدها بار در بازی‌های ویدیویی، از جمله تمام بازی‌های اصلی اساسینز کرید به جز سندیکا، تجربه کرده بود. اندی کیم از یو‌اِس گیمر، به اشتراک‌گذاری داده‌های بازیکنان توسط فیلیپس که به نفع الکسیوس است، واکنش منفی نشان داد و به شوخی گفت که دو سوم از بازیکنان بازی انتخاب نادرستی کرده‌اند. 

## مطالعه بیشتر
Vincent, Brittany (October 11, 2018). "Video Game Heroine of the Month: Kassandra, Assassin's Creed Odyssey". SYFY Official Site. Archived from the original on October 24, 2020. Retrieved November 10, 2021.

## پیوندهای خارجی
- Alexios and Kassandra on the official Assassin's Creed: Odyssey website توسط Wayback Machine (بایگانی‌شده ژانویه ۱۱, ۲۰۱۹)
- Assassin's Creed Odyssey: Meet the Actors Behind Alexios and Kassandra on the official Ubisoft North America YouTube channel
- Assassin’s Creed Odyssey’s Two Main Characters Compared on the official Kotaku YouTube channel
- Assassin's Creed Odyssey: Will You Play As Kassandra or Alexios? on the official IGN YouTube channel
- Assassin's Creed Unlocked: Episode 1 – Kassandra on the official Ubisoft North America YouTube channel